# هيلموت ماركو
هيلموت ماركو (بالألمانية: Helmut Marko)‏ (و. 1943  م) هو سائق فورمولا 1 نمساوي، ولد في غراتس، شارك في لو مان 24 ساعة.